# Joseph McCarthy
Joseph Raymond McCarthy (Grand Chute, 14 novembre 1908 – Bethesda, 2 maggio 1957) è stato un politico statunitense, Senatore Repubblicano per il Wisconsin dal 1947 al 1957.
Divenne particolarmente noto nel periodo postbellico statunitense, quando persone di varia estrazione sociale vennero accusate di essere spie sovietiche o fautori del comunismo e furono oggetto d’indagini e accuse riguardanti le loro opinioni e la loro adesione a movimenti. Queste indagini furono condotte da numerosi comitati a livello federale e statale, ma anche da apposite agenzie investigative private. Joseph McCarthy divenne il volto più noto di questa intensa tendenza anticomunista, per averla espressa al Senato nell'esercizio del potere di inchiesta del sottocomitato di cui era presidente; di conseguenza, il termine maccartismo finì per individuare sia il periodo (all'incirca tra il 1950 e il 1955) sia le pratiche, identificate con il senatore.

## Biografia
McCarthy nacque in una fattoria di Grand Chute, nel Wisconsin. La madre, Bridget Tierney, veniva dalla Contea di Tipperary, in Irlanda. Suo padre, Tim McCarthy, era figlio di un irlandese e di una tedesca. McCarthy abbandonò le scuole per aiutare i genitori nel lavoro agricolo. Più tardi riprese gli studi e si diplomò in un anno. In seguito, dal 1930 al 1935, compì gli studi universitari, iscrivendosi prima ad ingegneria e, in seguito, a giurisprudenza. Conseguì la laurea in legge alla Marquette University di Milwaukee. Nel 1935 fu ammesso all'Ordine degli avvocati. Mentre lavorava in uno studio legale di Shawano sempre nel Wisconsin, nel 1936 si candidò alla carica di Procuratore distrettuale per il Partito Democratico, senza successo.
Nel 1939 fu più fortunato: venne eletto giudice del 10º distretto dello Stato (una carica non-partisan, ossia contesa tra candidati non sponsorizzati da un partito), diventando il più giovane giudice nella storia del Wisconsin. Nel 1942, poco dopo l'ingresso degli Stati Uniti nella seconda guerra mondiale, McCarthy si arruolò nei Marines, anche se la sua carica di giudice lo avrebbe esonerato dall'obbligo di leva. La carica gli dava diritto di essere arruolato come ufficiale e dopo il corso fu nominato al grado di second lieutenant e lasciò il Corpo col grado di Capitano. Prestò servizio come addetto all'intelligence in uno squadrone di bombardieri in picchiata, nelle Salomone e a Bougainville.
Per alcuni, McCarthy decise di arruolarsi nei Marines in quanto riteneva che l'aver prestato servizio nel prestigioso corpo avrebbe potuto favorire la sua carriera politica. Pare che McCarthy (come molti altri politici in uniforme) abbia considerevolmente esagerato le sue imprese belliche. Rivendicò di essersi arruolato come soldato semplice anche se, grazie al suo ruolo di giudice, cominciò l'addestramento base con il grado di ufficiale.
Volò volontariamente in 12 missioni di combattimento come mitragliere-osservatore, anche se più tardi avrebbe dichiarato di averne compiute 32 per ottenere la Distinguished Flying Cross, che avrebbe ricevuto nel 1952. Pubblicizzò una lettera di raccomandazione firmata dal suo ufficiale comandante e controfirmata dall'ammiraglio Chester Nimitz, ma fu accusato di averla scritta di suo pugno, usando la sua capacità di ufficiale addetto all'intelligence. Una vantata "ferita di guerra" fu in realtà ricevuta a bordo, durante un rito cui erano sottoposti i marinai che passavano l'equatore per la prima volta. A parte queste ombre, comunque, l'aver prestato servizio in guerra, nonostante la possibilità di evitare l'arruolamento, lo agevolò ad ottenere la candidatura al Senato nel 1946.

### In cerca di una candidatura
McCarthy tentò di ottenere la nomination repubblicana per un seggio del Wisconsin al Senato già nel 1944 quando era ancora in servizio attivo. Venne però sconfitto alle primarie repubblicane da Alexander Wiley, il senatore uscente. Congedato nell'aprile 1945 e rieletto, senza oppositori, alla sua carica di giudice, iniziò una campagna più sistematica per le primarie repubblicane del 1946. Anche qui era in palio una candidatura al Senato e, come due anni prima, McCarty sfidò un senatore uscente, Robert M. La Follette Jr., noto repubblicano progressista (negli anni venti, era stato uno degli esponenti di punta dell'United States Progressive Party), che aveva rappresentato il Wisconsin per quattro mandati senatoriali.
Durante la campagna, McCarthy attaccò La Follette per non essersi arruolato durante la guerra, anche se il senatore uscente aveva 46 anni quando Pearl Harbor venne bombardata. McCarthy rivendicò anche di aver combattuto per il suo paese, mentre l'avversario aveva ricavato grossi profitti dai suoi investimenti durante gli anni della guerra. Il sospetto che La Follette fosse stato un profittatore di guerra danneggiò gravemente la sua candidatura, ma McCarthy vinse la nomination senza un grosso scarto (207.935 voti contro 202.557), nonostante l'appoggio ottenuto dall'organizzazione statale del partito.
Durante questa campagna McCarthy incominciò ad usare il nomignolo Tailgunner Joe, usando lo slogan "Il Congresso ha bisogno di un mitragliere di coda". Arnold Beichman in seguito scrisse che McCarthy «Fu eletto la prima volta al Senato grazie all'appoggio del sindacato United Electrical, Radio and Machine Workers, appartenente al CIO e controllato dai comunisti», che preferì McCarthy all'anticomunista Robert M. La Follette. McCarty vinse contro il Democratico Howard J. McMurray con un margine di 2 a 1 e così raggiunse a Washington l'altro senatore dello Stato, Alexander Wiley, che era stato il suo avversario di due anni prima.

### Al Senato
Durante il primo giorno a Capitol Hill, McCarthy convocò una conferenza stampa in cui propose una soluzione piuttosto drastica per un lungo sciopero in corso nelle miniere di carbone. Il neo-senatore propose di arruolare gli scioperanti nell'esercito e di sottoporli alla corte marziale se avessero rifiutato di riprendere il lavoro. I primi tre anni di McCarthy al Senato passarono senza scosse.
Nonostante la scarsa influenza, i colleghi e i dipendenti lo considerarono una persona amichevole e cordiale. Seguendo le indicazioni di Robert Taft, il più prestigioso senatore repubblicano, McCarthy s'adoperò per ottenere la commutazione delle condanne a morte inflitte a un gruppo di soldati tedeschi delle Waffen-SS, accusati di aver partecipato, nel 1944, al massacro di prigionieri di guerra americani a Malmedy. Taft era critico nei confronti del processo, a causa di gravi sospetti sulla conduzione degli interrogatori, che avevano condotto alle confessioni, come anche del coinvolgimento dei sovietici nel medesimo.

#### Il discorso di Wheeling
I discorsi di McCarthy riguardarono molti argomenti. Fece campagna per la legislazione sulla casa e contro il razionamento dello zucchero. Il ruolo del senatore divenne nazionale dopo il discorso tenuto il 9 febbraio 1950, al Club delle Donne Repubblicane di Wheeling, in Virginia Occidentale. Che cosa disse McCarthy in quell'occasione è ancora materia di dispute, in quanto mancano resoconti affidabili del suo discorso. Generalmente si concorda che mostrò un pezzo di carta, su cui, a quanto disse, era riportata una lista di comunisti notori che lavoravano al Dipartimento di Stato.
Si ritiene abbia detto «Ho qui una lista di 205 persone, che sono note al Segretario di Stato per essere membri del Partito comunista e che, nonostante questo, ancora lavorano al Dipartimento, formandone la politica». Che McCarty abbia veramente detto che la lista era composta da 205 nomi o lo era solo da 57 è fatto tuttora controverso. In un successivo telegramma al presidente Harry Truman e quando riportò il discorso nei Registri del Congresso, McCarthy quantificò i nomi in 57. L'origine del numero 205 è stata ricostruita. Nel corso di dibattiti al Senato, McCarthy si riferì ad una lettera del 1946, che l'allora Segretario di Stato James Byrnes spedì al membro del Congresso Adolph J. Sabath.
In quella lettera, Byrnes riferì che le indagini del Dipartimento di Stato si erano concluse in una "raccomandazione di non assumere permanentemente" 285 persone e che solo 79 di queste erano state rimosse dal posto di lavoro. Questo avrebbe lasciato a libro paga del Dipartimento 206 persone, che McCarthy avrebbe quindi arrotondato a 205. In Senato, McCarthy disse di non avere avuto i nomi dei 205 (206) menzionati dalla lettera di Byrnes, ma solo dei 57 di loro che erano o membri o simpatizzanti del Partito Comunista. McCarthy disse di aver fatto riferimento a 57 "comunisti noti", mentre il numero di 205 (206) si ricollegava alle persone che, nonostante fossero state giudicate "da rimuovere" per le più varie ragioni dagli investigatori del Dipartimento di Stato, continuavano a lavorare al Dipartimento.
Il numero esatto detto da McCarthy avrebbe rivestito una qualche importanza quando la materia venne trattata dal Tydings Committee. Al tempo del discorso di McCarthy, il comunismo costituiva una grossa preoccupazione negli Stati Uniti. I timori erano aumentati dalle azioni dei sovietici in Europa orientale, dal loro dotarsi della bomba atomica, dalla vittoria di Mao Zedong in Cina e dal processo ad Alger Hiss, che si stava svolgendo in quel periodo. A causa di questi eventi e per la natura sensazionale delle accuse rivolte al Dipartimento di Stato, il discorso di Wheeling attrasse l'interesse della stampa su McCarthy.

#### IlTydings Committee

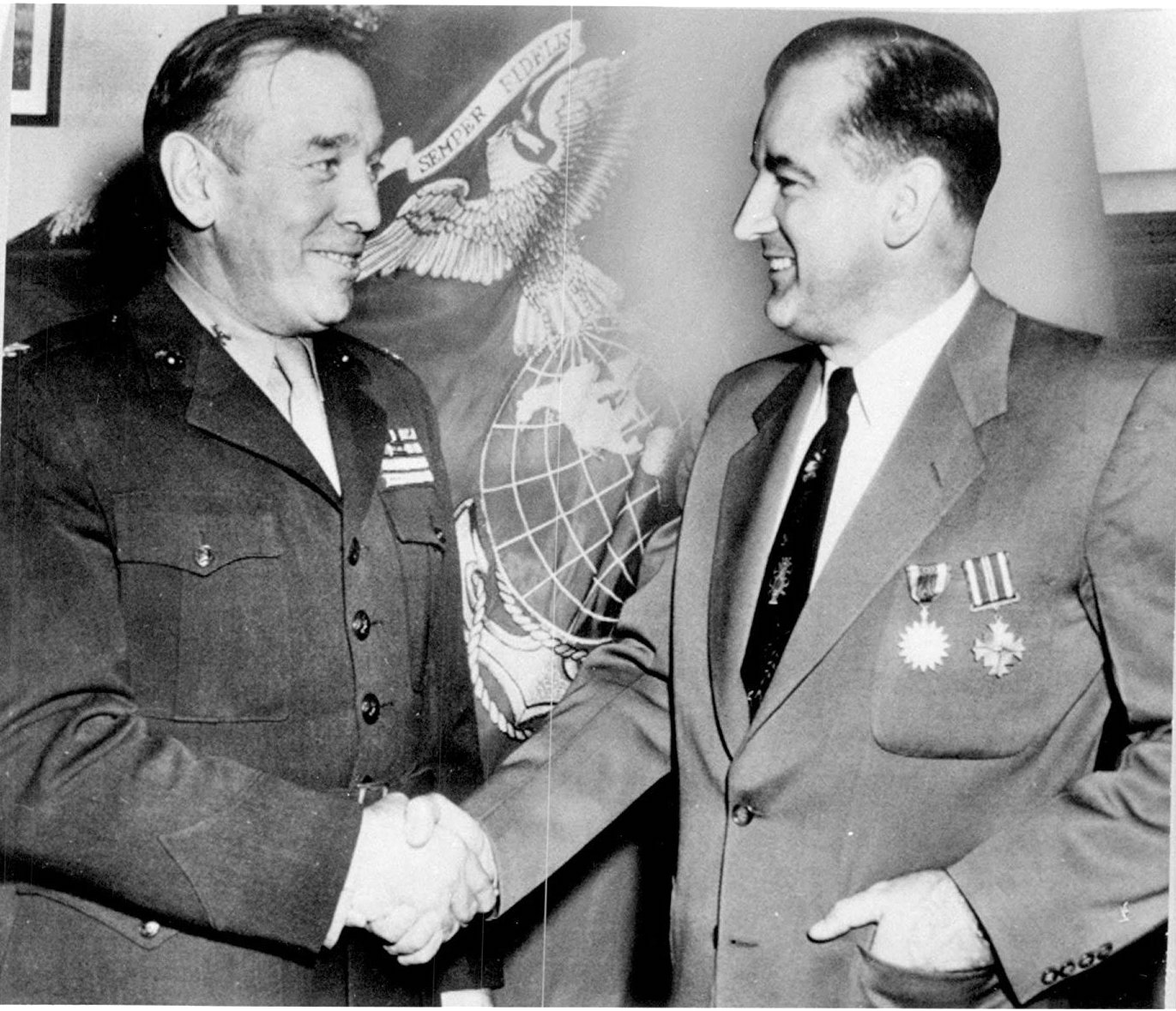
McCarthy ricevette la sua DFC e medaglia aerea dal colonnello John R. Lanigan, comandante del quinto distretto della riserva marina, dicembre 1952.

Il Tydings Committee fu un sottocomitato del Senate Foreign Relations Committee che fu istituito nel febbraio 1950 per intraprendere «...uno studio completo ed esaustivo su quali siano gli individui traditori degli Stati Uniti che abbiano avuto o hanno un ruolo all'interno del Dipartimento di Stato». Il Presidente del sottocomitato, il Senatore Millard Tydings, un Democratico, disse a McCarthy all'apertura delle sedute: «Voi siete l'uomo che ha dato vita a queste udienze, e finché sarò coinvolto in questo comitato avrete una delle più complete indagini mai viste nella storia di questa Repubblica, fino a dove le mie capacità mi permetteranno».
McCarthy stesso fu sorpreso dalla massiccia reazione dei media al discorso di Wheeling, che lo tacciarono di ritrattare continuamente le sue accuse e i numeri. A Salt Lake City, Utah, qualche giorno dopo, parlò di 57 persone e al Senato il 20 febbraio, sostenne che erano 81. Durante un dibattito durato ben 6 ore, McCarthy respinse le richieste dei Democratici di rivelare le identità di queste persone. Durante il discorso di McCarthy del 20 febbraio, il leader della Maggioranza Scott W. Lucas gli domandò quattro volte di rendere pubblici gli 81 nomi, ma McCarthy rifiutò, dicendo: «Se dovessi dichiarare tutti i nomi delle persone coinvolte, potrei dare una cattiva impressione. Se etichettassimo un uomo come comunista quando invece non lo è, sarebbe grave»
Di fatto McCarthy non aveva nomi; le sue prove per questa lista provenivano dagli elenchi dei fascicoli riguardanti il grado di lealtà del Dipartimento di Stato, dai quali questi nomi erano stati cancellati. Infine McCarthy si spostò dalla lista originale e usò i dati raccolti durante le udienze per accusare altre dieci persone: Dorothy Kenyon, Esther e Stephen Brunauer, Haldore Hanson, Gustavo Duran, Owen Lattimore, Harlow Shapley, Frederick Schuman, John S. Service e Philip Jessup. Alcuni di questi non lavoravano più, o non avevano mai lavorato, per il Dipartimento di Stato ed erano stati tutti oggetto di vari processi per accuse di fondatezza non sempre certa.
Owen Lattimore divenne di particolare interesse per McCarthy, che lo descrisse come una delle maggiori spie russe. Durante le sedute, McCarthy sfoggiò una colorita retorica, ma non produsse mai convincenti prove a sostegno delle sue accuse. Fin dall'inizio il comitato Tydings fu contraddistinto dalle partigianerie interne delle due fazioni. Il rapporto finale sul comitato, redatto dalla maggioranza democratica, concluse che gli individui sulla lista di McCarthy non erano comunisti, né simpatizzanti tali, e affermò inoltre che il Dipartimento di Stato aveva un efficiente programma di sicurezza.
Tydings etichettò le accuse di McCarthy come fraudolente e ingannevoli e disse che il risultato delle sue azioni fu quello di «...confondere e dividere il popolo americano [...] a un livello ben maggiore di quello in cui speravano i comunisti stessi». I repubblicani ribatterono che Tydings era colpevole del maggior tentativo di mettere sotto silenzio una cospirazione della storia americana. Il Senato votò tre volte sul rapporto e, in tutti e tre i casi, il voto venne determinato dall'appartenenza partitica.
Le udienze del Comitato Tydings durarono dall'apertura, l'8 marzo 1950, fino al 17 luglio dello stesso anno.

#### La sottocommissione di inchiesta
Rieletto al Senato nel 1952 per il Wisconsin, dal 1953 al 1955 McCarthy presiedette il sottocomitato investigativo del Senate Committee on Government Operations.
McCarthy, che già durante il mandato parlamentare era diventato famoso per le sue accuse “a ruota libera” di appartenenza al Partito Comunista degli Stati Uniti d'America o di generiche simpatie comuniste, esercitò i poteri investigativi a nome del comitato parlamentare rilanciando questo tipo di accuse. Esse furono quasi sempre rivolte a dipendenti del Governo federale, in particolare a funzionari del Dipartimento di Stato, ma coinvolsero anche molte altre persone, tra cui attori e scrittori, che furono sospettate di avere simpatia per il Partito Comunista e invitate a deporre per qualcosa che non pensavano o non avevano commesso.
Nell'autunno 1953 McCarthy avviò un'inchiesta sull'esercito statunitense. Nel febbraio 1954 il generale Ralph Zwicker, eroe di guerra pluridecorato, rifiutò di rispondere ad alcune domande del senatore, che lo insultò dicendogli che "aveva l'intelligenza di un bambino di cinque anni" e che "non era adatto ad indossare quell'uniforme"; ciò provocò reazioni negative da parte dei vertici dell'esercito e anche del presidente Dwight Eisenhower.
In un seguito di quell'inchiesta, ventilò che forme di ostruzionismo alla sua attività erano state frapposte dall'Esercito con il mancato distacco di alcuni suoi componenti all'apparato di supporto del sottocomitato senatoriale. Quando questa vicenda fu fatta oggetto di un'apposita convocazione sotto giuramento, dinanzi alla sottocommissione, dell'avvocato dell'esercito Joseph Welch, passò alla storia la reazione che questi ebbe, nei confronti delle domande intrusive rivoltegli: "Signore, non ha nessun senso della decenza, in fin dei conti?". In seguito alla vicenda, Roy Cohn si dimise dall'incarico di collaboratore del sottocomitato.
Nel marzo 1954 il programma televisivo See it Now della CBS trasmise un servizio del giornalista Edward R. Murrow, che criticava pesantemente l'operato di McCarthy. Tre settimane dopo, il senatore accettò l'invito a partecipare alla trasmissione e accusò Murrow di simpatie comuniste. Nell'aprile 1954 le udienze del comitato del Senato furono trasmesse in diretta in televisione; l'atteggiamento di McCarthy fu giudicato dal pubblico avventato, prepotente e disonesto e la popolarità del senatore diminuì notevolmente.

#### La censura, gli ultimi anni e la morte

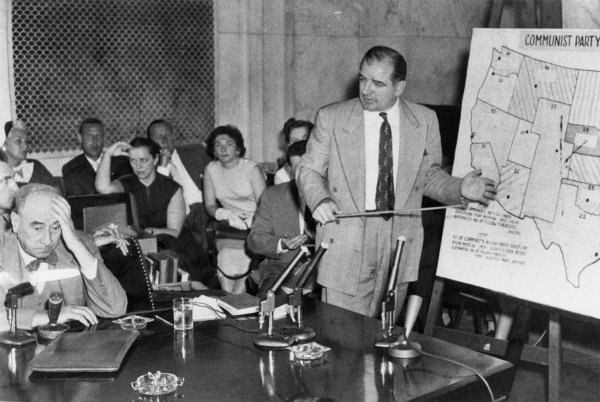
Joseph N. Welch (a sinistra) viene interrogato dal senatore McCarthy, il 9 giugno 1954.

L'11 giugno 1954 il senatore Ralph Flanders presentò la richiesta di una censura contro McCarthy. In seguito al suicidio del senatore del Wyoming Lester C. Hunt, avvenuto il successivo 19 giugno e messo in relazione con una frase precedentemente pronunciata da McCarthy. Venne costituita una commissione d'inchiesta presieduta dal senatore Arthur Watking, che diede via libera alla votazione sulla censura. Il 2 dicembre 1954 il Senato approvò la mozione di censura a McCarthy con un voto di 67 a 22, facendo di lui uno dei pochi senatori mai stigmatizzati in questo modo, per cui nel gennaio 1955 si dovette dimettere dalla presidenza del comitato.
McCarthy conservò comunque il seggio di senatore, ma la sua carriera fu rovinata: i colleghi lo evitavano e non prestavano attenzione ai suoi interventi in aula, mentre la stampa lo ignorava. In seguito a ciò, cominciò a manifestare segni di declino psico-fisico. McCarthy morì al Bethesda Naval Hospital di Bethesda, nel Maryland, il 2 maggio 1957, all'età di 48 anni. Ufficialmente la causa della morte fu un’emorragia interna causata da ipertensione; in verità l’alcolismo, cui il politico era dedito anche per il totale oblio in cui era caduto per la fine dell’ideologia del maccartismo che lo aveva reso famoso, causò un'epatite acuta che lo portò alla morte.

## Giudizi
Secondo l’opinione di gran parte degli storici e di molti suoi contemporanei, McCarthy non era spinto da una reale preoccupazione per il comunismo, ma manipolò le paure pubbliche della società americana negli anni cinquanta per favorire la propria carriera politica.
Alcuni storici statunitensi, tra cui John Earl Haynes, hanno cercato di rivalutare l'operato di Joseph McCarthy, affermando che in base alle conoscenze sul progetto Venona e ai materiali emersi dagli archivi declassificati del KGB, la maggior parte delle 159 persone che figuravano sulle liste di McCarthy poteva essere considerata una minaccia per la sicurezza degli Stati Uniti. L'opinione della maggioranza degli storici rimane tuttavia negativa: i metodi di McCarthy, basati sul sospetto generalizzato e su accuse senza prove o senza il minimo fondamento razionale, rimangono un simbolo d'intolleranza.